# Morte di David Coughlin
La morte di David Coughlin è stato un caso di cronaca avvenuto nel 1999, nel deserto del Nuovo Messico meridionale; il giovane venne ucciso dal suo amico Raffi Kodikian dopo che i due si persero durante un'escursione. Kodikian si dichiarò colpevole di omicidio di secondo grado, affermando di averlo compiuto per rispettare le volontà di Coughlin, e scontò sedici mesi. È stato rilasciato nel novembre del 2001.

## L'omicidio
Kodikian e Coughlin, migliori amici dai tempi del college, avevano vent'anni e vivevano a Boston (nel Massachusetts). Kodikian era un aspirante giornalista, mentre Coughlin un analista politico. Nel luglio 1999, i due partirono per un viaggio on the road da Boston alla California, dove Coughlin progettava di frequentare una scuola di specializzazione. Il 4 agosto arrivarono al Rattlesnake Canyon nel parco nazionale di Carlsbad Caverns, dove si accamparono.
Dopo alcuni giorni di escursione, i due si persero e cominciarono a dare segni di disidratazione, avendo portato solo 1,42 litri di acqua (parte della quale fu usata per bollire hot-dog la prima serata) e 0,47 litri di Gatorade. Sebbene avessero portato una mappa topografica, non sapevano come leggerla correttamente. Per mantenersi in vita i ragazzi presero misure estreme, come leccare le rocce, mangiare frutti di cactus e bere la propria urina. Kodikian rinunciò a quest'ultima idea dopo essere stato colto dalla nausea.
Secondo Kodikian, la terza notte Coughlin iniziò a vomitare. L'8 agosto, Kodikian riportò nel suo diario di aver ucciso e seppellito l'amico dopo che quest'ultimo aveva agonizzato per tutta la notte. Coughlin avrebbe pregato Kodikian di porre fine alle sue sofferenze e lui avrebbe eseguito pugnalandolo due volte.
Lance Mattson, un ranger del parco alla ricerca dei ragazzi, trovò Kodikian gravemente disidratato. Quando gli chiese dove fosse l'amico, il giovane indicò un mucchio di rocce e confessò di averlo ucciso.

## Indagine e processo
L'avvocato di Kodikian, Gary Mitchell, affermò che l'omicidio era stato un atto di misericordia e che i due amici si erano accordati per morire insieme, ma che Kodikian fosse stato troppo debole per suicidarsi. Lo sceriffo della contea riportò che Kodikian, pur gravemente disidratato, non era morente quando venne salvato. Inoltre, le rocce sotto le quali era stato seppellito Coughlin pesavano anche 32 kg e spostarle avrebbe richiesto un notevole sforzo fisico per una persona tanto debilitata fisicamente. L'autopsia su Coughlin rivelò che, per quanto disidratato, non sembrava essere in pericolo di vita.
Si ipotizzò che Caughlin avesse confessato di aver avuto in precedenza una relazione con l'ex ragazza di Kodikian, scatenando le sue ire, ma la teoria non è mai stata confermata in quanto i due ragazzi erano sempre stati in buoni rapporti. Al processo, Kodikian si dichiarò colpevole di omicidio di secondo grado; si scoprì che la nausea di Coughlin non era stata causata dalla disidratazione, ma probabilmente da un frutto acerbo di cactus ingerito.
Kodikian venne condannato a quindici anni di detenzione e a cinque anni di libertà vigilata. La famiglia di Coughlin dichiarò che, nonostante alcune perplessità per le circostanze della morte del ragazzo, non riteneva che Kodikian avesse cattive intenzioni quando lo uccise.

## Adattamenti cinematografici
Il film Gerry del regista Gus Van Sant è liberamente ispirato al caso di cronaca; Matt Damon (uno dei due interpreti principali) raccontò a Van Sant che due migliori amici si erano persi nel deserto e che uno aveva finito per uccidere l'altro. Il regista scelse di non fare ulteriori ricerche affinché potesse raccontare una storia diversa, vagamente ispirata all'avvenimento. Nel cast, Damon è affiancato da Casey Affleck.